# عبد الله حمد
عبد الله حمد محمد سالمين المنهالي (مواليد 18 سبتمبر 2001، لاعب كرة قدم إماراتي يجيد اللعب في الوسط يلعب مع نادي الوحدة في دوري الخليج العربي الإماراتي.

## روابط خارجية
- عبد الله حمد على موقع إي إس بي إن إف سي (الإنجليزية)
- عبد الله حمد على موقع ناشيونال فوتبول تيمز (الإنجليزية)
- عبد الله حمد على موقع Soccerway.com (الإنجليزية)
- عبد الله حمد على موقع عالم كرة القدم.نت (الإنجليزية)

عبد الله حمد